# سولیوان (ایلینوی)
سولیوان، ایلینوی (به انگلیسی: Sullivan, Illinois) یک شهر در ایالات متحده آمریکا با جمعیت ۴٬۳۲۶ نفر است که در ایلی‌نوی واقع شده‌است.

## موقعیت جغرافیایی
موقعیت جغرافیایی شهرها و مناطق اطراف به شرح زیر است: